# キルヒホッフの法則 (放射エネルギー)
放射エネルギーにおけるキルヒホッフの法則（キルヒホッフのほうそく、独: Kirchhoffsches Strahlungsgesetz) は、グスタフ・キルヒホフが提唱した法則である。
放射率εと吸収率αが等しいという法則。
ε = α
局所熱平衡状態で成り立つ、光と物体の相互作用に関する法則で、1860年に発見された。

## 用語

### 放射率
物体が熱放射で放出する光のエネルギー（放射輝度）を、同温の黒体が放出する光（黒体放射）のエネルギーで割った値を放射率(射出率)という。
放射率は、0以上1以下の値であり、物質により、また、波長により異なる。

### 吸収率
一方, ある波長の光が物体に当たった時、その光のエネルギーの内、物体に吸収されるエネルギーの割合を吸収率という。
吸収率も、物体により、また、波長により異なる。